# 舊扎戈拉貝羅足球俱樂部
舊扎戈拉貝羅足球俱樂部是保加利亞的足球俱樂部。主場位於舊扎戈拉。目前參加保加利亞足球甲級聯賽的賽事。球隊在1986年獲得過保加利亞足球甲級聯賽的冠軍，在2010年獲得了保加利亞盃的錦標。

## 外部連結
- 官方網站 （页面存档备份，存于）